# 李清照 (越剧)
越剧 《李清照》，1999年由罗怀臻编剧。

## 剧情简介
北宋末年，李清照与赵明诚相唱和，后结为夫妇。金国入侵宋朝，李清照被迫背井离乡，赵明诚客死异乡，灾难接踵而至。李清照历经颠沛流离，写下了一系列优秀的诗词。

## 演出
2001年，南京市越剧团在第七届中国戏剧节上演该剧，获中国曹禺戏剧奖优秀剧目奖、优秀表演奖等奖项。在此剧中，由陶琪饰李清照，华洁饰赵明诚。

## 相关影视
- 1992年越剧电视剧《人比黄花瘦》，编剧徐进、罗怀臻，主演傅全香、计镇华，获第十三届飞天奖荣誉奖。
- 2003年越剧电视剧《李清照》，编剧张波，导演梁永璋，主演周柳萍。
- 2008年越剧电视剧《李清照》，编剧余青峰，导演李俊岩、查丽芳，主演何英、茅威涛。